# Silakoro
Silakoro est une localité située au nord-ouest de la Côte d'Ivoire et appartenant au département de Touba, dans la Région du Bafing. La localité de Silakoro est un chef-lieu de commune. Silakoro fut une commune jusqu'en mars 2012, date à laquelle elle fut l'une des 1 126 communes du pays qui ont été abolies.